# سوبارو لگاسی
سوبارو لگاسی (Subaru Legacy) خودرویی است که از سال ۱۹۸۹ تا کنون در ژاپن تولید شده‌است.
این خودرو در کلاس خودرو سایز متوسط قرار گرفته، است.